# Heilman Villas
El Heilman Villas  es un distrito histórico ubicado en Coronado, California. El Heilman Villas se encuentra inscrito como un Distrito Histórico en el Registro Nacional de Lugares Históricos desde el 08 de abril de 1992. 

## Ubicación
El Heilman Villas se encuentra dentro del condado de San Diego en las coordenadas 32°41′24″N 117°10′37″O / 32.69, -117.176944.